# Авдонин, Иван Яковлевич
Иван Яковлевич Авдонин (20 апреля 1931, Балашов — 8 июня 2009, Вологда) — советский и российский хирург, депутат Верховного Совета РСФСР (1990—1993). Почётный гражданин города Вологды.

## Биография
Окончив два курса медицинского училища, служил санинструктором в пограничных войсках на Чукотке. После демобилизации окончил училище, в 1962 году — Саратовский медицинский институт. Работал хирургом в больнице УВД (Вологда), с 1964 года — в ортопедо-травматологическом отделении областной больницы № 1 (ординатор, старший ординатор). В 1980—2000 годах заведовал ортопедическим отделением Вологодской городской больницы № 1.Первый хирург, применивший в Вологодской области, аппарат Г.А. Илизарова.
В 1990—1993 годах — народный депутат РФ; был членом комитета Верховного Совета Российской Федерации по охране здоровья, социальному обеспечению и физической культуре. Входил во фракцию «Свободная Россия», группу «Медицинские работники», а также в депутатскую группу Федерации независимых профсоюзов России.

## Награды и признание
- Почётная грамота Верховного Совета РСФСР (1990)
- Заслуженный врач Российской Федерации (1991)[4].
- Почётный гражданин города Вологды (1995) — за большой вклад в развитие системы здравоохранения в городе[2][4].